# New Washoe City
New Washoe City es un área no incorporada ubicada en el condado de Washoe en el estado estadounidense de Nevada.

## Geografía
New Washoe City se encuentra ubicado en las coordenadas 39°18′5″N 119°46′18″O / 39.30139, -119.77167.